# Bergfried (Film)
Bergfried ist eine österreichisch-deutsche Koproduktion aus dem Jahr 2016. Der unter der Regie von Jo Baier entstandene Fernsehfilm wurde am 21. September 2016 im ORF und im Ersten erstmals ausgestrahlt. Die Premiere erfolgte am 24. August 2016 zur Eröffnung des Heimatfilmfestivals in Freistadt, Oberösterreich. Den historischen Hintergrund des Filmes bildet das Massaker von Sant’Anna di Stazzema am 12. August 1944.

## Handlung
In einem kleinen Bergdorf wird ein alter Mann begraben. Nach seinem Begräbnis erhalten seine Tochter Erna und sein Enkel Robert ein Paket mit historischen Aufzeichnungen. Diese stammen vom Italiener Salvatore, der in den 1980er-Jahren in das Dorf kam. Im Alter von vier Jahren hatte er 1944 die Vernichtung seiner Familie und der Bevölkerung seines Dorfes durch deutsche Truppen miterlebt und nur durch Zufall überlebt, weil dem Soldaten die Munition ausging. „Glück gehabt, kleiner Spaghetti“, sagte der Soldat – einen Satz, den Salvatore nicht mehr vergisst. Als er in dem Dorf auftaucht, weiß zunächst keiner, was er eigentlich will. Er bezieht ein Fremdenzimmer im einzigen Gasthof, stellt seltsam anmutende Nachforschungen an, macht unter anderem Fotos von alten Männern und kundschaftet Höfe aus. Das stößt auf Misstrauen im Dorf, vor allem bei den älteren Männern.
Bei einigen Frauen kommt er als gutaussehender Mann mit Anfang 40 hingegen gut an, unter anderem bei der Wirtin Romy, die der Eifersucht und den Schlägen ihres im Rollstuhl sitzenden und alkoholsüchtigen Ehemannes ausgesetzt ist, und der vereinsamten Zimmerfrau Frieda, deren Verlobter aus dem Zweiten Weltkrieg nicht zurückgekehrt ist, weil er als Kommunist von der Dorfgemeinschaft an die Nationalsozialisten verraten und an die Ostfront geschickt wurde. Sie lässt er in dem Glauben, Schriftsteller zu sein und – nachdem auch sie mit den Dorfbewohnern noch eine Rechnung offen hat – gibt sie ihm immer bereitwilliger Auskunft über die alten Männer im Dorf.
Außerdem freundet er sich mit der lebenslustigen jungen Krankenschwester Erna an. Erna fährt zur Musik von Janis Joplin im VW Käfer durch die Wälder und hat einen vierjährigen Sohn. Nach einem Indien-Trip wohnt sie notgedrungen wieder bei ihrem Vater, dem störrischen alten Stockinger, der sich zwar liebevoll um seinen Enkel „Bertl“ kümmert, aber seiner Tochter nur Vorwürfe macht.
Zwischen Erna und Salvatore beginnt sich eine Liebesbeziehung zu entwickeln, obwohl oder gerade weil sie weiß, dass ihr Vater keine Italiener mag. Was Erna allerdings nicht ahnt ist, was Salvatore wirklich im Dorf sucht, nämlich jenen SS-Mann, der 1944 in Italien seine Familie erschossen hatte. Bei einem der Alten aus dem Dorf soll es sich um den Täter handeln. Eine Narbe unter dem Kinn, die sich der Vierjährige eingeprägt hatte, soll ihn überführen. Als einer der möglichen Täter kommt der alte Stockinger, Ernas Vater, infrage. Stockingers Kinn wird allerdings von einem Vollbart verdeckt, sodass Salvatore nicht feststellen kann, ob dieser eine Narbe hat.
Salvatore dringt in Stockingers Haus ein, fesselt ihn und verschleppt ihn in den Keller. Stockinger lässt allerdings alle Vorwürfe hochmütig an sich abprallen. Erst nachdem Salvatore ihn rasiert hat und die Narbe am Kinn entdeckt, gesteht Stockinger. Eigentlich wollte Salvatore seine Familie rächen und den Mann umbringen, entscheidet sich dann aber doch dagegen. Für Erna bricht eine Welt zusammen, als Salvatore ohne Angabe von Gründen seine sofortige Abreise ankündigt. Lediglich Frieda stattet er noch einen Besuch ab und überreicht ihr seine Aufzeichnungen über Stockinger, die sie Robert nach Stockingers Beerdigung aushändigen soll.

## Produktion und Hintergrund
Die Dreharbeiten fanden von 1. September bis 5. Oktober 2015 in der Steiermark statt. Drehorte waren unter anderem Pürgg, Tipschern in Mitterberg-Sankt Martin, Bad Mitterndorf und Rottenmann, in Rottenmann wurde auf dem Gelände des Landeskrankenhauses gedreht. Produziert wurde der Film von Epo-Film und Zieglerfilm München, beteiligt waren der Österreichische, der Bayerische und der Westdeutsche Rundfunk, unterstützt wurde die Produktion von Cinestyria Filmcommission and Fonds, dem Fernsehfonds Austria und dem FilmFernsehFonds Bayern. Für den Ton zeichnete Walter Fiklocki verantwortlich, für das Kostümbild Esther Amuser und für das Szenenbild Rudolf Czettel.
Die Filmmusik wurde im Dezember 2015 in Darmstadt aufgenommen. Um die bedrohliche Grundstimmung des Films auch musikalisch zum Ausdruck zu bringen, hat Komponist Sebastian Fitz bei den Hauptmotiven bewusst die dunklere Klangfarbe der Bratsche der einer Violine vorgezogen und die Komposition auf einem Klavier statt eines Flügels umsetzen lassen.
In Sant’Anna di Stazzema, in der Nähe der italienischen Stadt Lucca, verübten im Sommer 1944 Truppen der Waffen-SS auf dem Rückzug ein Massaker an italienischen Zivilisten, Frauen, Kindern und älteren Männern. Am 12. August 1944 wurden mehrere hundert Zivilisten umgebracht. Im Mai 2015, wenige Monate vor Beginn der Dreharbeiten, wurde in Deutschland ein Verfahren gegen einen der Beschuldigten, Gerhard Sommer, aufgrund einer Demenzerkrankung eingestellt.

## Rezeption
In Deutschland sahen den Film bei Erstausstrahlung im Ersten 3,55 Millionen Zuschauer, der Marktanteil lag bei 12 Prozent.
Rainer Tittelbach bezeichnete den Film als „differenziertes Rachedrama aus der Opfer-Perspektive. […] Die Dramaturgie mag konventionell wirken, ist aber wohl überlegt: drei Generationen, drei Zeit-Ebenen; die historische Schuld (be)trifft auch die Nachkommen. Und so kann die Liebe zwischen dem Italiener und einer Österreicherin keine Zukunft haben.“ Besonders gelungen sei eine 15-minütige Abrechnungssequenz: eine intensive, hoch emotionale private Gerichtsszene. Auch sonst sei das Drama sehr sinnlich, ohne Erklärdialoge, der authentische Cast sei vorbildlich.
Die Frankfurter Allgemeine Zeitung schrieb: „Jo Baier möbliert seine Geschichte einer Vergangenheitsbewältigung, die doch gerade das Gegenteil des Alpenkitsches sein will, mit allerlei Details und Nebenhandlungen, die ebendieser Sehnsuchtswelt entstammen. […] Ein eindringlicherer Film wäre entstanden, hätte Baier konsequent auf das Fundament der Handlung gebaut. Was dann möglich gewesen wäre, zeigen Bucci und Simonischek in einer Abrechnungsszene. […] Dass in der Schwebe bleibt, wie ein Kriegsverbrecher mit seiner Schuld leben und ob er ein anderer werden kann, zählt zu den größten Stärken dieses Films.“